# Paraíso (Maxcanú)
Paraíso es una localidad del municipio de Maxcanú en Yucatán, México.

## Demografía
Según el censo de 2005 realizado por el INEGI, la población de la localidad era de 597 habitantes, de los cuales 305 eran hombres y 292 eran mujeres.
| 234                         | 279 | 218 | 251 | 202 | 257 | 315 | 376 | 522 | 614 | 629 | 580 | 597 |
| (Fuente: INEGI [Consultar]) |     |     |     |     |     |     |     |     |     |     |     |     |